# Lissodema rosti
Lissodema rosti is een keversoort uit de familie platsnuitkevers (Salpingidae). De wetenschappelijke naam van de soort werd in 1897 gepubliceerd door Edmund Reitter.